# Шарденьга
Шарденьга — река в Вологодской области России.
Протекает по территории Кичменгско-Городецкого и Великоустюгского районов в пределах Сухоно-Югской низины. Южнее города Великий Устюг впадает в реку Юг в 2 км от её устья по левому берегу. Длина реки составляет 108 км, площадь водосборного бассейна — 496 км². У деревни Скородум находится геологический памятник природы — обнажение пермских пород.
Вдоль течения реки расположены населённые пункты Верхнешарденгского, Нижнешарденгского и Трегубовского сельских поселений.

## Данные водного реестра
По данным государственного водного реестра России и геоинформационной системы водохозяйственного районирования территории РФ, подготовленной Федеральным агентством водных ресурсов:
- Бассейновый округ — Двинско-Печорский
- Речной бассейн — Северная Двина
- Речной подбассейн — Малая Северная Двина
- Водохозяйственный участок — Юг
- Код водного объекта — 03020100212103000013386

### Притоки (км от устья)
- 17 км: река Забелинка (лв)
- 62 км: река Меньша (пр)